# 小林辰三郎
小林 辰三郎（こばやし たつさぶろう、1940年2月29日 - ）は、日本の経営者。トーハン社長、会長を務めた。

## 来歴・人物
埼玉県出身。1963年に中央大学商学部を卒業し、同年に東京出版販売(現在のトーハン)に入社した。1992年6月に取締役に就任し、1993年6月に常務、1995年6月に専務、1999年6月に副社長を経て、2003年6月から2006年6月までに社長を務めた。